# Zárodečník

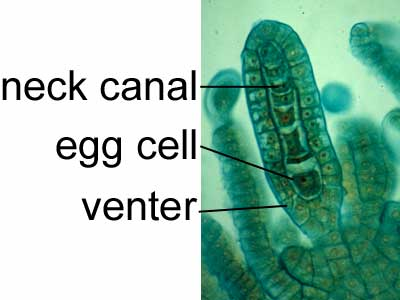
Zárodečník- krčkový kanálek, oosféra, báze (popisováno od shora dolů)

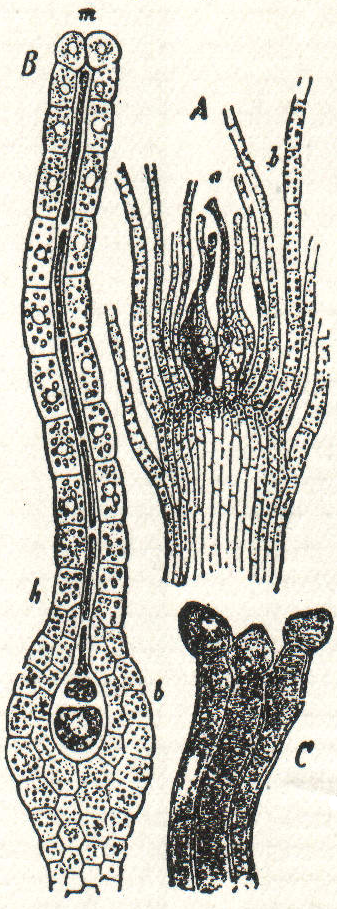
Zárodečník mechu

Zárodečník (archegonium) je drobný samičí pohlavní orgán (gametangium) rostlin, v němž se vyvíjejí pohlavní buňky. Vytvářejí se na gametofytu mechorostů, výtrusných cévnatých rostlin (kapraďorosty) a nahosemenných rostlin (např. borovice). Oproti samičímu jednobuněčnému gametangiu stélkatých rostlin (oogonium) je zárodečník mnohobuněčný. Obdobným samčím orgánem jsou pelatky (antheridia).

## Stavba
Zárodečníky mají lahvicovitý tvar. Skládají se ze dvou částí, protáhlého krčku tvořeného jednou vrstvou buněk a rozšířené báze. V bázi je uložena samičí nepohyblivá pohlavní buňka (oosféra). Nad oosférou směrem k vrchní části krčku se táhne břišní a hrdelní kanálková buňka, které při dozrání zárodečníku slizovatí a umožňují průchod spermatozoidu k oosféře.

## Umístění
Většinou jsou zárodečníky umístěny na povrchu rostlinné stélky. U některých druhů (hlevíky) mohou být chráněny obalnými lístky. U nahosemenných rostlin jsou zárodečníky umístěny v různém počtu ve vajíčku a to naproti otvoru klovému.

## Zralý zárodečník
Při dozrání zárodečníku břišní a hrdelní kanálkové buňky slizovatí a umožňují tak průchod samčí pohyblivé pohlavni buňce (spermatozoid) k oosféře. Samičí pohlavní buňky také produkují rozmanité sloučeniny, které otvorem ve stěně samičího gametangia vylučují. Tyto sloučeniny dráždí spermatozoidy a usměrňují jejich pohyb do zárodečníku. K oplození dochází pouze ve vodním prostředí (za deště, rosy), přičemž z oplozené vaječné buňky (zygota) vyrůstá diploidní generace (sporofyt).